# 莉拉·艾奇逊·华莱士
莉拉·艾奇逊·华莱士（1889年12月25日 - 1984年5月8日）是一位美国杂志出版人。她与丈夫德威特·华莱士共同创办读者文摘。1972年1月28日，她被美國总统理查德·尼克松授予总统自由勋章。 她最終因心力衰竭去世。   1992年，她被追授国家艺术奖章。